# Svanholmen

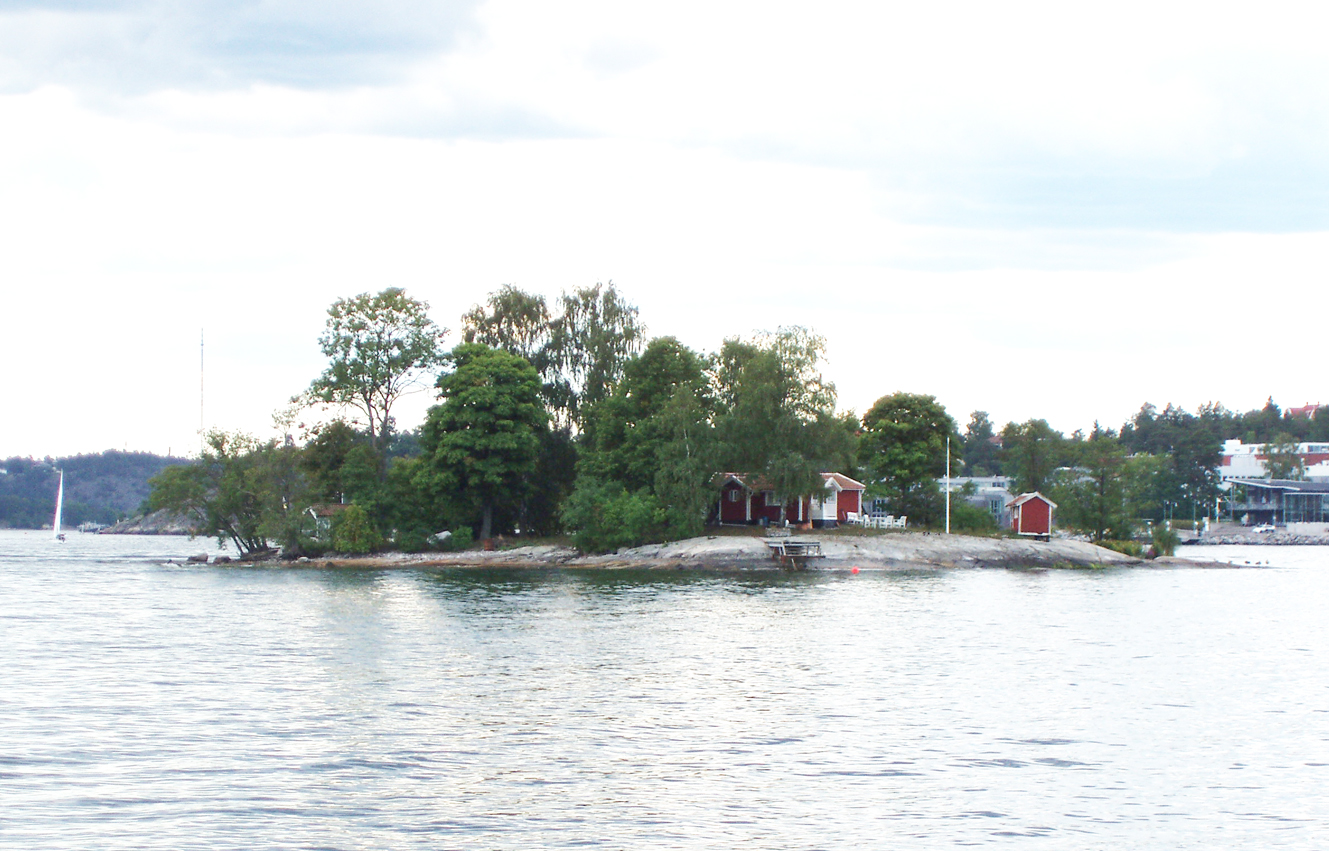
Svanholmen i Hustegafjärden. Vy från Söderåsens brygga på Elfvik.

Svanholmen är en holme i Hustegafjärdens inlopp mitt emellan Gåshaga och Elfvik på Lidingö. Holmen som tillhör Lidingö kommun är privatägd och bebyggd med ett mindre antal sommarhus.
Förledet i namnet, Svan, har med all sannolikhet att göra med att ön tidigt var en populär häckningsplats för svan som ofta bygger sina bon på mindre obebodda holmar med vatten runt om för att skydda sina bon mot fastlandslevande rovdjur.
Fastighetsbeteckning: Lidingö 6:56

Markareal: cirka 2400 m².

## Historia
Svanholmen är angiven som Swangründet på en karta från 1661. Holmen hade förmodligen storleken av ett större grund för mer än 300 år, väl synligt ovanför vattenytan och har sen ökat i areal till dagens storlek genom landhöjningen som under de senaste 340 åren motsvarar cirka 1,7 meter. Detta skulle kunna förklara det ursprungliga namnet i modern stavning, "Svangrundet" eller "Svangrynnan" till skillnad från en holme. År 1816 satte ordenssällskapet Neptuniorden upp en treuddig gaffel, en så kallad ”Neptuni-gaffel” i en berghäll på ön. Inga spår av denna finns dock kvar.

## Övrigt
Svanholmen påminner i storlek och placering mitt ute på en fjärd om Sandgrundet, nordväst om Tynningö som idag storleksmässigt borde klassas som en holme, men som kan ha samma bakomliggande historia som Svanholmen där landhöjningen haft en stor inverkan på holmens storlek ovanför havsytan beroende på när holmen namngavs.

## Bilder från andra webbplatser
- Svanholmen i vinterskrud, vy från Söderåsen, Elfvik.

### Fotnoter
1. ↑  Sandgrundet, position WGS 84: 59°23′44.8″N 18°21′39.0″Ö / 59.395778°N 18.360833°Ö